# Parc ornithologique

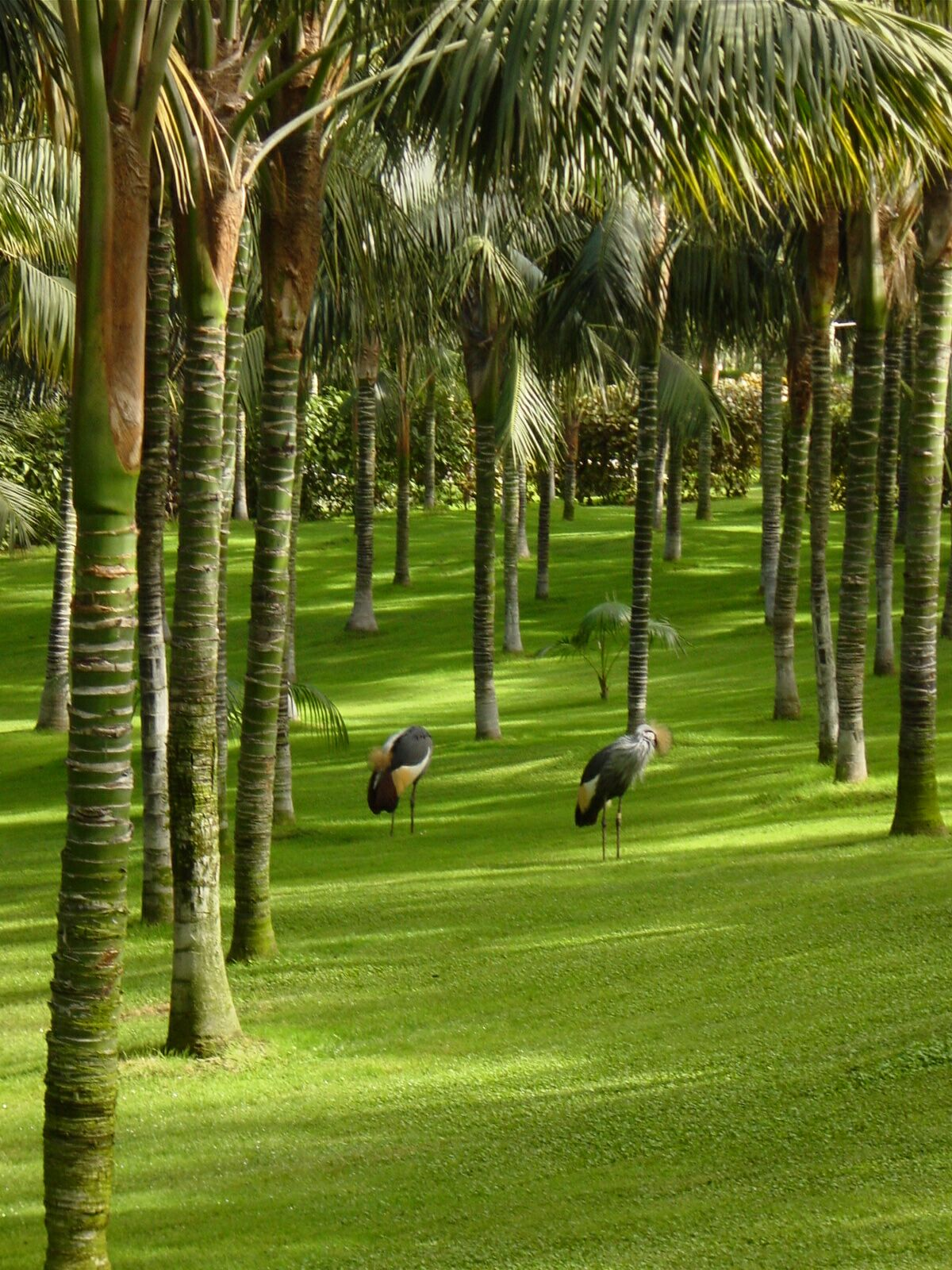
Grues couronnées au Parc des Perroquets à Tenerife.

Un parc ornithologique est un établissement (ou espace) zoologique ouvert au public et spécialisé dans la présentation et l’élevage d’oiseaux.
Les endroits où le public peut voir des oiseaux vivant en captivité comprennent, outre les parcs ornithologiques ainsi que des collections spécialisées consacrées à certains groupes particuliers d’espèces aviennes (notamment d’anatidés, de perroquets ou de rapaces), la plupart des zoos et des autres parcs animaliers.
Des espaces ornithologiques, constitués de volières, d'enclos et de bassins, peuvent aussi être situés dans l'emprise d'un jardin public ou d'un jardin botanique. 

## Conception
Les enclos servant à contenir les oiseaux résidant dans un parc ornithologique peuvent prendre une diversité de formes.

### Maisons pour oiseaux

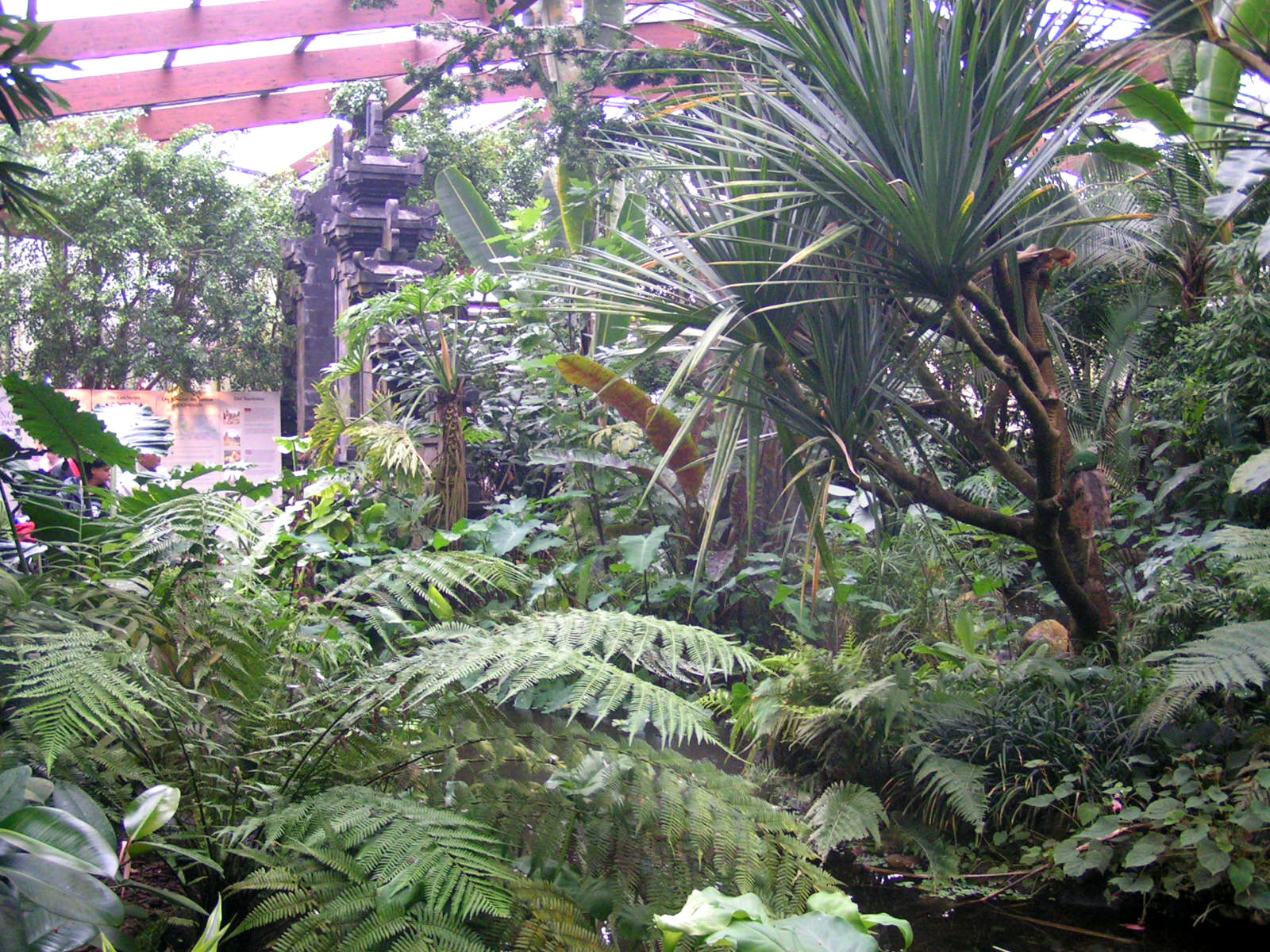
Serre tropicale au Parc ornithologique de Walsrode.

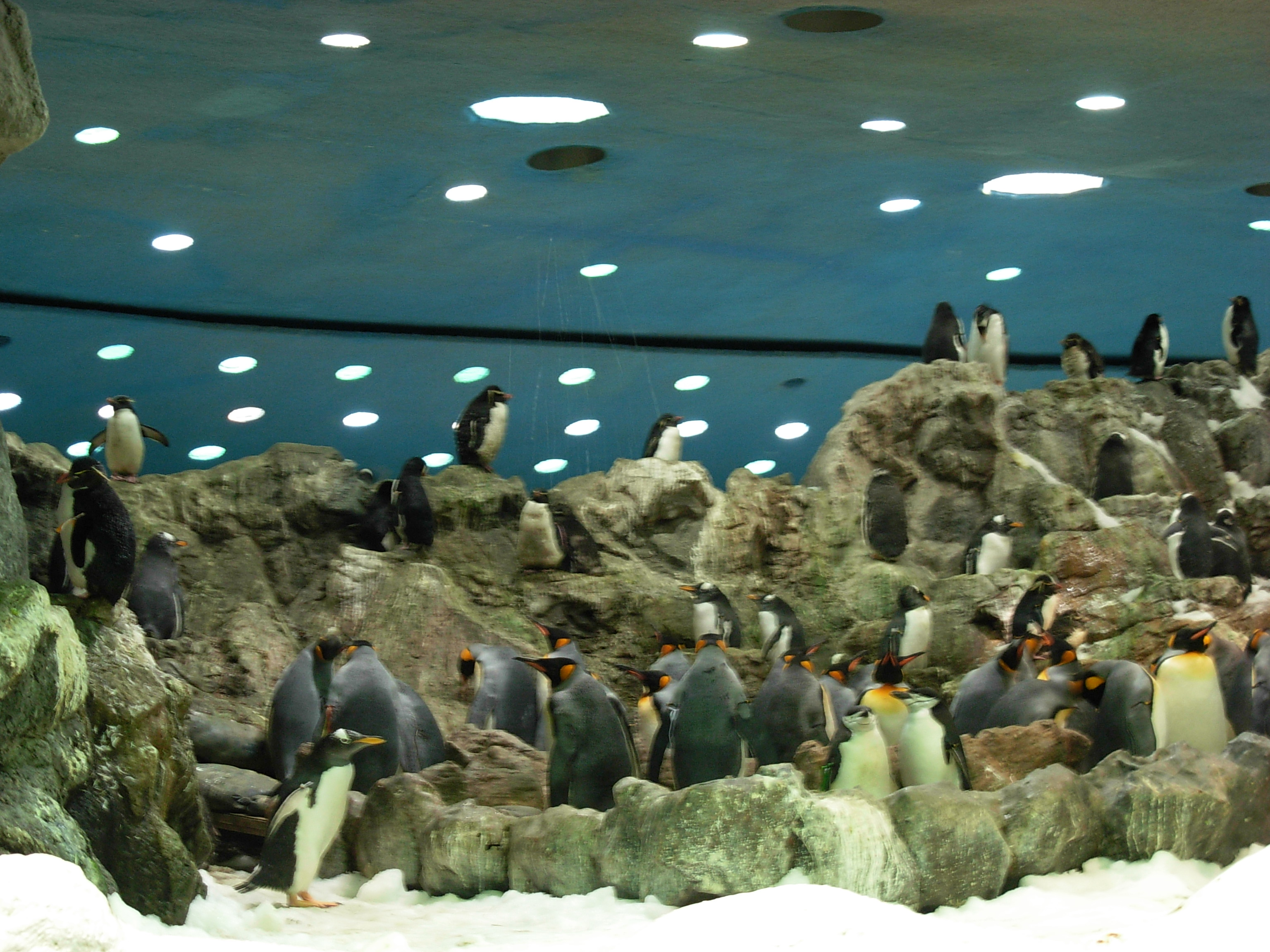
Manchots au Parc des Perroquets à Tenerife.

En premier lieu, il peut s'agir d’une série de petites volières d’élevage, contenant chacune un couple ou un petit groupe d’oiseaux d’une même espèce, à l’intérieur et à l’extérieur d’un bâtiment dénommé oisellerie ou « maison pour oiseaux ».
Cette maison peut aussi contenir de plus larges volières destinées à exposer une association de plusieurs espèces qui peuvent être apparentées ou provenir d’un même habitat naturel abritant, par exemple, des oiseaux de la forêt tropicale, de marais ou des rivages marins.
Des méthodes variées de présentation existent pour garder les oiseaux à l’intérieur des volières et pour les exposer au public. Le grillage est le moyen le plus traditionnel utilisé à cet effet. Une barrière moins visible, pour les visiteurs, consiste à tendre des fils métalliques verticaux à des intervalles de 1 cm à 2 cm de distance.
Le verre est aussi utilisé comme matériau de séparation, mais il doit être positionné avec soin pour qu’il ne produise pas de réflexions qui empêchent le public de voir les oiseaux. Toutefois, ce matériau doit demeurer visible pour les oiseaux qui pourraient se blesser en ne percevant pas cette barrière ou se tuer en la percutant.
À l’intérieur d’une oisellerie, les oiseaux peuvent être confinés dans des volières simplement encloses par des techniques d’éclairage : le territoire réservé aux oiseaux est éclairé brillamment avec des lampes à forte intensité lumineuse pour recréer la lumière naturelle, tandis que les aires réservées au public sont plongées dans la pénombre.
Avec son système élaboré en 1948, le Zoo d'Anvers fut l’initiateur de telles techniques en Europe.
Les parcs ornithologiques sont souvent dotés d’installations spécialisées pour la conservation d’espèces exotiques qui ne sont pas adaptées à un climat local.
Ainsi, des serres chauffées peuvent être spécifiquement destinées à la présentation et à l’élevage d’oiseaux tropicaux ou exotiques. Ces serres à oiseaux sont ouvertes au public qui doit y circuler dans des chemins qui lui sont réservés. Les oiseaux y volent en totale liberté dans un décor évoquant la forêt tropicale. Une double porte d’entrée est généralement utilisée pour s’assurer qu’aucune fuite d’oiseau n’est possible.
Ces serres permettent de reconstituer des écosystèmes naturels et de présenter des communautés d'espèces aviennes dans la végétation appropriée sous le climat adapté en température et en humidité.
Les oiseaux ne jouent pas un rôle dominant pour le visiteur mais s'intègrent dans leur environnement naturel.
Des parcs ornithologiques ont créé des aménagements adaptés à des conditions spéciales pour les oiseaux vivant dans des environnements extrêmes, tels les oiseaux polaires.
Les installations polaires sont réfrigérées toute l'année, de sorte que les oiseaux y trouvent la température de leur milieu naturel ; une basse température de l'air et de l'eau y est entretenue artificiellement pour produire de la glace réelle afin de simuler la banquise.
Des vitres permettent aux visiteurs de voir les oiseaux semi-aquatiques évoluer sur terre et nager en surface aussi bien que sous l'eau.

### Volières géantes

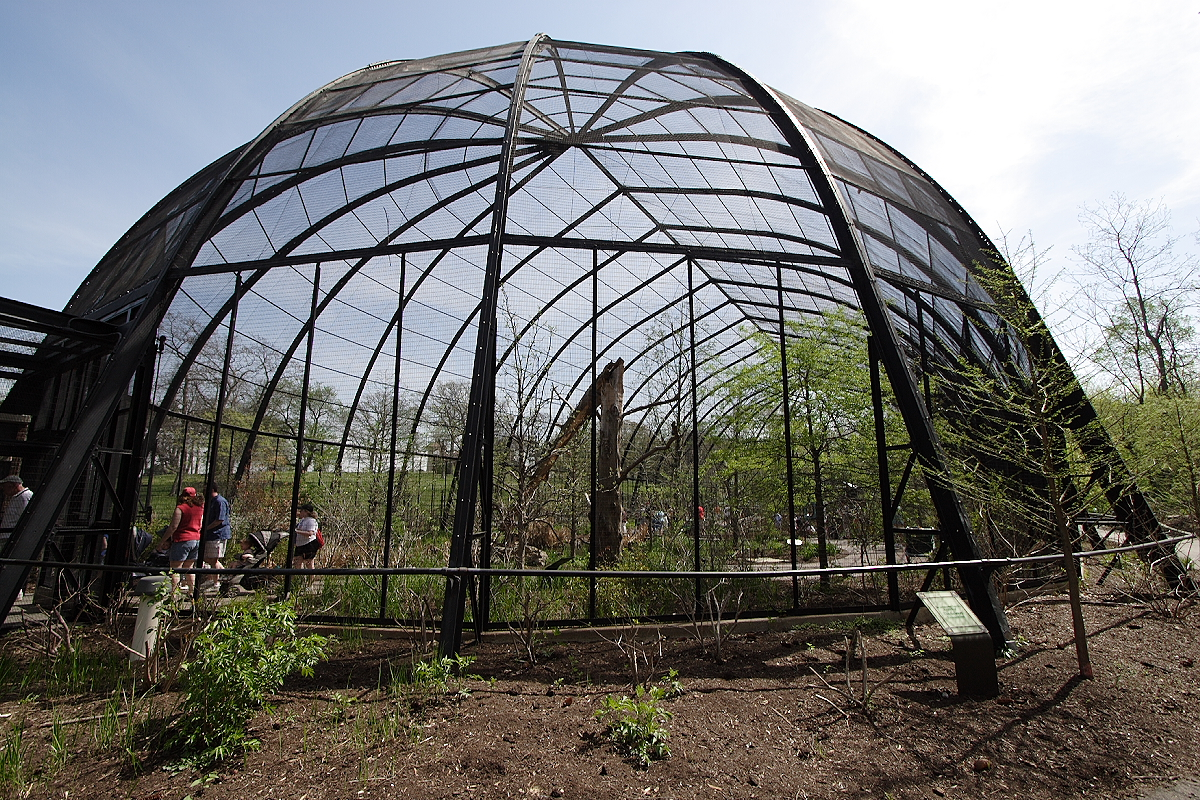
Cage de Vol construite en 1904.
Zoo de Saint-Louis.

Les grandes volières sont souvent situées dans le cadre d'un jardin zoologique.
Ainsi, de nombreux zoos (par exemple, le Zoo de Londres, le Zoo de Washington et le Zoo de San Diego) ont une spacieuse volière où peuvent s'ébattre et voler à leur aise plus d'une centaine d'oiseaux. Quelques-uns même se courtisent, s'accouplent, construisent un nid, pondent des œufs et élèvent leurs petits. 
Pittsburgh est l’endroit aux États-Unis où est implantée la National Aviary (en), qui est peut-être l'exemple le plus évident d'une volière non établie dans un zoo. 
La première grande volière, à l’intérieur d'un jardin zoologique, a été créée en 1880 dans le cadre du Zoo de Rotterdam.
Dans la capitale française, la grande volière de style Eiffel édifiée en 1888 dans la Ménagerie du Jardin des plantes à l'occasion de l'exposition universelle de Paris, s'élève à 12 m de hauteur et couvre une superficie de 925 m².
En 1902, une Cage de Vol fut achevée sur le site du Zoo National de la Smithsonian Institution à Washington.
Une nouvelle Cage de Vol de conception moderne fut construite en 1964.
Le Zoo de Saint-Louis est le lieu d’implantation de la Cage de Vol spécialement construite par la Smithsonian Institution pour l'exposition universelle de Saint-Louis en 1904. Elle est l'une des rares structures qui restent de cette exposition célébrant le centenaire de l’achat de la Louisiane.
En 1904, elle a été la plus grande cage de vol jamais construite avec des dimensions de 70 m de long, de 25 m de large et de 16 m de haut. Elle demeure l'une des plus importantes volières de vol libre au monde.
La fierté locale dans cette cage géante a motivé la ville de Saint-Louis pour finalement établir un zoo en 1910.
L’une des plus magnifiques volières se trouve dans le Zoo de San Diego en Californie où il a été possible de recouvrir un canyon naturel qui a été utilisé en 1923 pour servir de cadre à une grande volière visitable à pied, la Volière Scripps, dont les dimensions de son dôme sont de l’ordre de 25 m de haut, de 46 m de long et de 21 m de large.
Ouverte en 1965 au Zoo de Londres, la Volière Snowdon est d’une taille similaire : elle mesure 25 m de haut, 57 m de long et 26 m de large. Mais elle a été construite au-dessus d’une falaise artificielle que le chemin réservé aux visiteurs, une sorte d’allée suspendue en l’air, surplombe à une hauteur de 12 m.

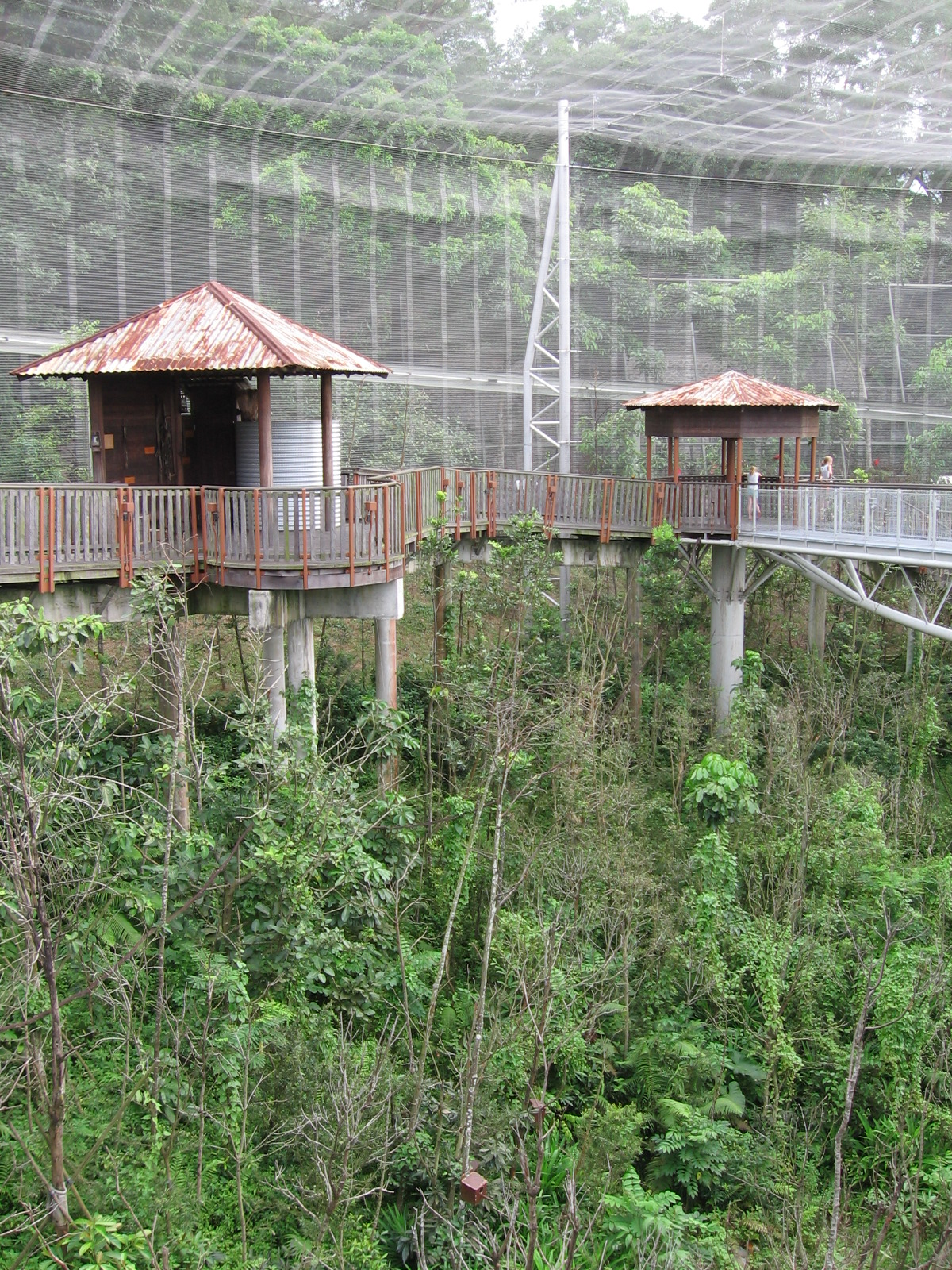
Une spacieuse volière, le Lory Loft, au Jurong Bird Park de Singapour.

Le parc ornithologique Jurong Bird Park de Singapour, ouvert au public en 1971, dispose de plusieurs volières aménagées pour la promenade et dont les plus remarquables sont :
- La Waterfall Aviary, achevée avant l’inauguration du parc, est la plus grande volière visitable à pied du monde, avec plus de 1500 oiseaux y volant en liberté, sur une superficie de 2 hectares, et représentant plus de 60 espèces originaires d’Afrique et d'Amérique du Sud. La cascade Jurong Falls, qui constitue la pièce centrale de la volière, est la plus haute chute d’eau artificielle du monde avec une hauteur de 30 m. Les visiteurs peuvent aussi monter à bord du Panorail, le seul monorail qui traverse une volière.
- Le Lory Loft, ouvert en 2004, a une superficie de  3000 m² et une hauteur de 9 étages. C’est la plus grande volière de ce type pour loris et loriquets. Plus de 1000 de ces perroquets y volent librement dans une ambiance correspondant à une vallée de forêt tropicale humide du Nord de l’Australie. Les visiteurs peuvent offrir un mélange de nectar aux loris et loriquets qui convergent vers eux en troupes pour s’en nourrir.  Ce système de nourrissage permet au public d’approcher les oiseaux de près.

### Présentations en semi-liberté
Des parcs ornithologiques, avec principalement des oiseaux vivant en semi-liberté, peuvent être visités. Leur originalité de conception est d'éviter les barrières artificielles (grillage, barreaux) et de laisser vivre les oiseaux dans un environnement aussi naturel que possible.
- Ceux qui s'attachent à présenter l'avifaune exotique le font plutôt dans un cadre naturaliste agrémenté de pièces d'eau, paysagé et planté d'espèces végétales exogènes. En France, le Parc de Clères, fondé en 1919 par l'ornithologue Jean Delacour et ouvert au public en 1930, en est un bon exemple.
- Ceux qui s'attachent à présenter l'avifaune locale le font souvent dans un cadre qui se distingue par le caractère naturel de son paysage et de sa végétation. L'accent est alors mis sur les ressemblances avec une réserve naturelle : la conception est proche d'un parc de vision. C'est le cas en Grande-Bretagne des sites du Wildfowl and Wetlands Trust sur le modèle fondé en 1946 à Slimbridge par l'ornithologue Peter Scott.

### Spectacles d'oiseaux
Des parcs ornithologiques présentent même des spectacles, avec des numéros d’oiseaux dressés.
Les spectacles de dressage de perroquets consistent en une succession d'exercices, de tours et de tests réalisés sur une table et destinés à démontrer l'agilité, l'adresse et l'intelligence de ces volatiles.
En complément, des perroquets sont parfois présentés en vol libre pour permettre au public d'apprécier aussi la beauté de ces oiseaux.
Dans certains parcs, les voleries de rapaces sont des centres d'attraction et de spectacle destinés à attirer les touristes sur le thème de la fauconnerie.
En France, le premier parc de ce type a été la Volerie des Aigles, qui est installée depuis 1968 dans le Château de Kintzheim et qui y élève et présente au public des rapaces en voie de disparition. Aigles, faucons, vautours et autres superbes spécimens évoluent dans ce cadre privilégié et participent aux démonstrations de vols organisées quotidiennement.
Par ailleurs, quelques parcs ornithologiques présentent une plus grande variété d'espèces aviennes en spectacle pour mettre en valeur la diversité du monde des oiseaux.
Ainsi, outre des perroquets et des rapaces, plusieurs autres groupes d'espèces, comme des bernaches, des pélicans, des cigognes, des hérons ou des ibis, sont montrés dans des exhibitions en plein vol.